# جاكسون شانيه
جاكسون شانيه (بالفرنسية: Jackson Chanet)‏ (مواليد 7 فبراير 1978) هو ملاكم فرنسي، مثّل بلاده في الألعاب الأولمبية الصيفية 2000.

## روابط خارجية
جاكسون شانيه على موقع بوكس ريك (الإنجليزية) (registration required)
- جاكسون شانيه على موقع اللجنة الأولمبية الدولية (الإنجليزية)
- جاكسون شانيه على موقع أوليمبيديا (الإنجليزية)